# Bombardier Aerospace
Bombardier Aerospace (фр. Bombardier Aéronautique) — канадська компанія, підрозділ Bombardier Inc., виробник літаків і космічної техніки. Разом з бразильською компанією Embraer претендує на місце третього найбільшого виробника літаків в світі слідом за Airbus і Boeing. Штаб-квартира компанії знаходиться в Дорвалі, провінція Квебек.

## Історія
Основою Bombardier Aerospace стала компанія Canadair, придбана Bombardier у 1986 році. У 1989 році до неї приєднався майже збанкрутілий авіавиробник Short Brothers з Белфаста (Північна Ірландія). Потім в 1990 році до канадської корпорації перейшов контроль над збанкрутілою Learjet Company з Вічита, штат Канзас. Останнім до компанії в 1992 році приєдналося колишнє дочірнє підприємство Boeing — De Havilland Aircraft of Canada з Торонто, провінція Онтаріо.
В даний час на частку аерокосмічного підрозділу припадає більше половини загального обороту Bombardier.

## Продукція

### Бізнес-джети

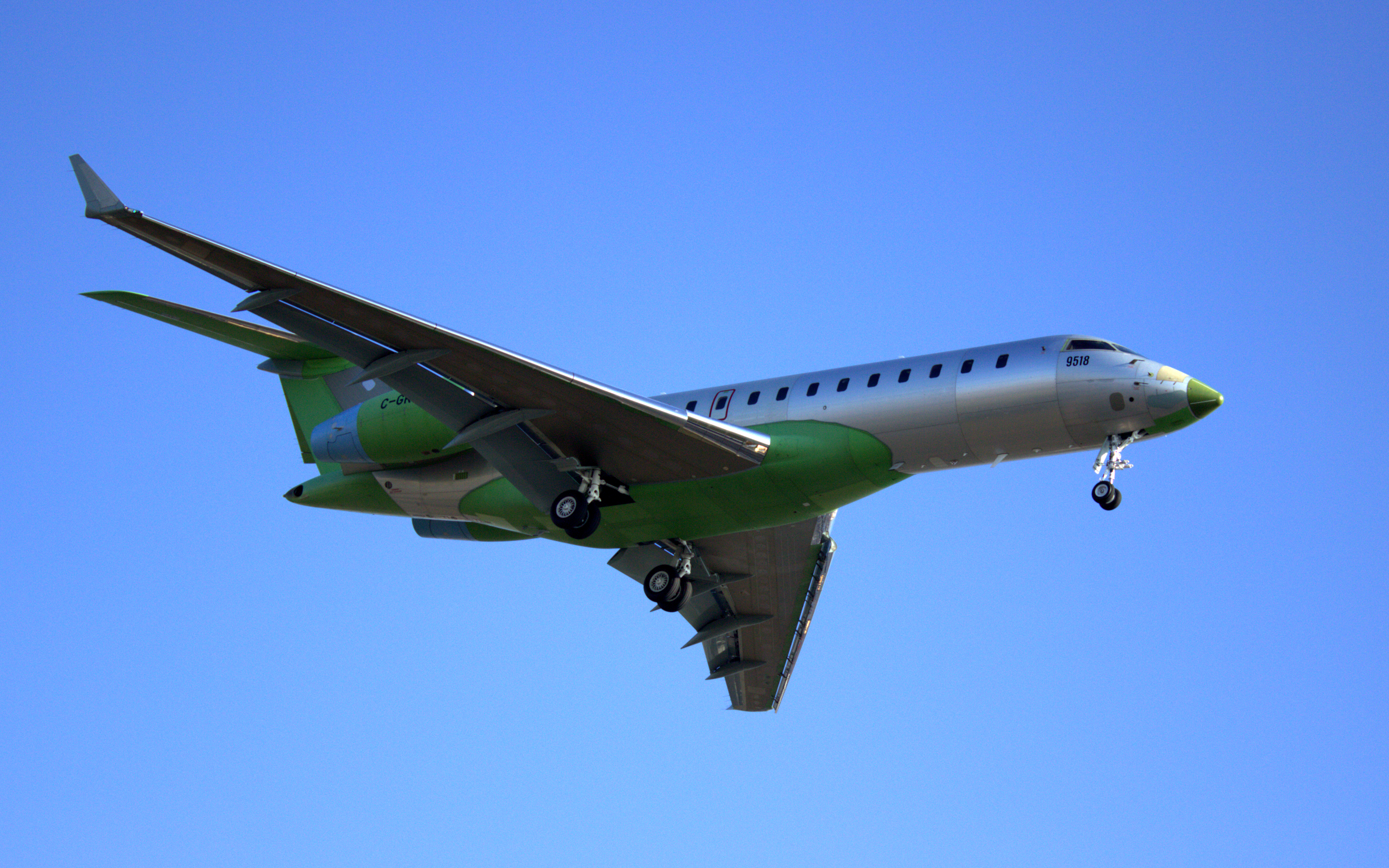
Посадка Bombardier Global в Міжнародному аеропорту Монреаля

- Learjet 35
- Learjet 55
- Bombardier Learjet 40 XR
- Bombardier Learjet 45 XR
- Bombardier Learjet 60 XR
- Bombardier Learjet 70
- Bombardier Learjet 75
- Bombardier Learjet 85
- Bombardier Challenger 300
- Bombardier Challenger 30X
- Bombardier Challenger 605
- Bombardier Challenger 850

#### Сімейство Bombardier Global

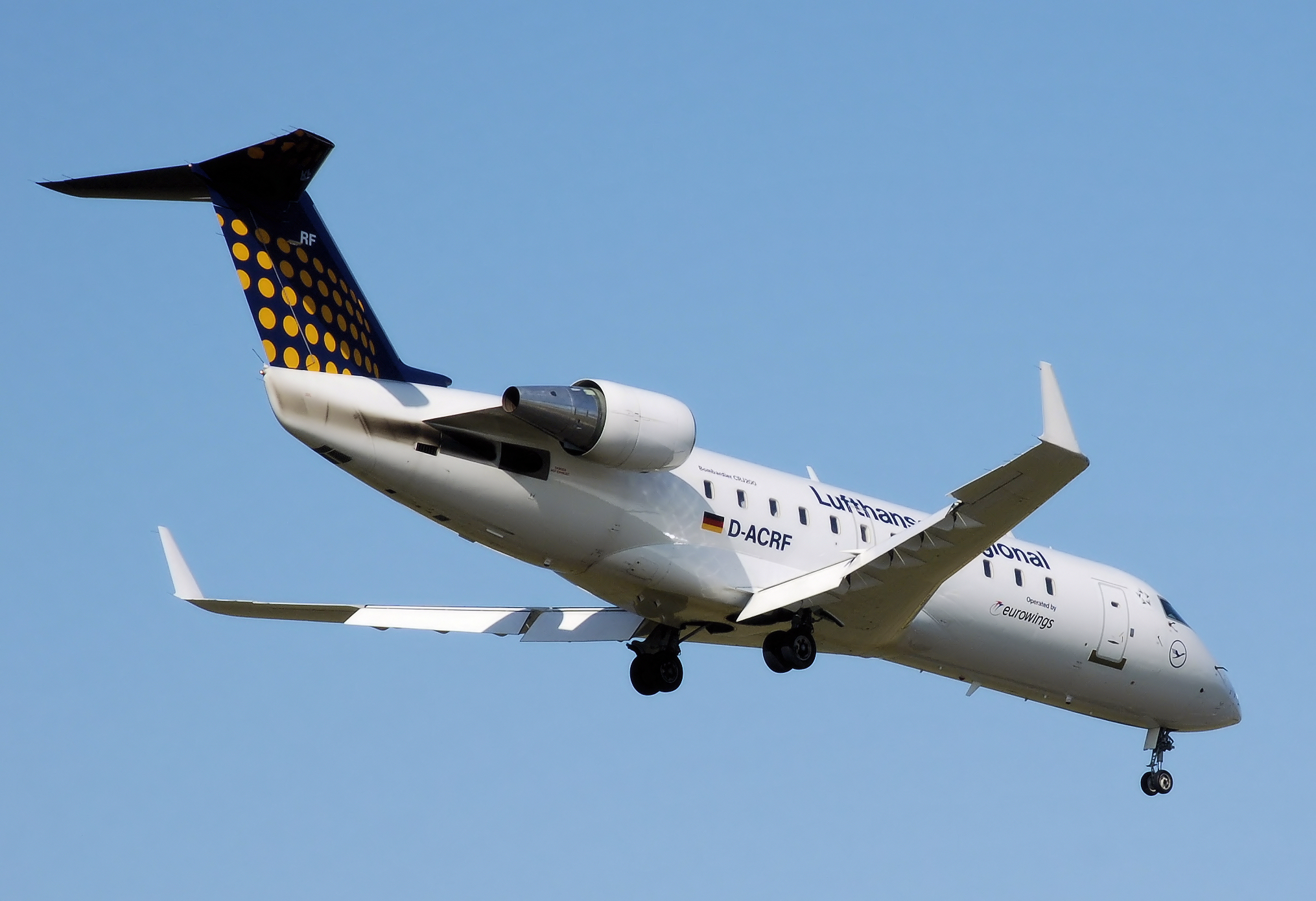
Lufthansa Regional CRJ-200

У 2010 році Bombardier запускає оновлене сімейство бізнес-джетів великої дальності:
- Bombardier Global 5000
- Bombardier Global Express XRS
- Bombardier Global 5000 (з Global Vision Flightdeck)
- Bombardier Global 6000
- Bombardier Global 7000 Початок експлуатації заплановано на 2016 рік[6]
- Bombardier Global 8000 Початок експлуатації заплановано на 2025 рік[7].

### Комерційні реактивні літаки

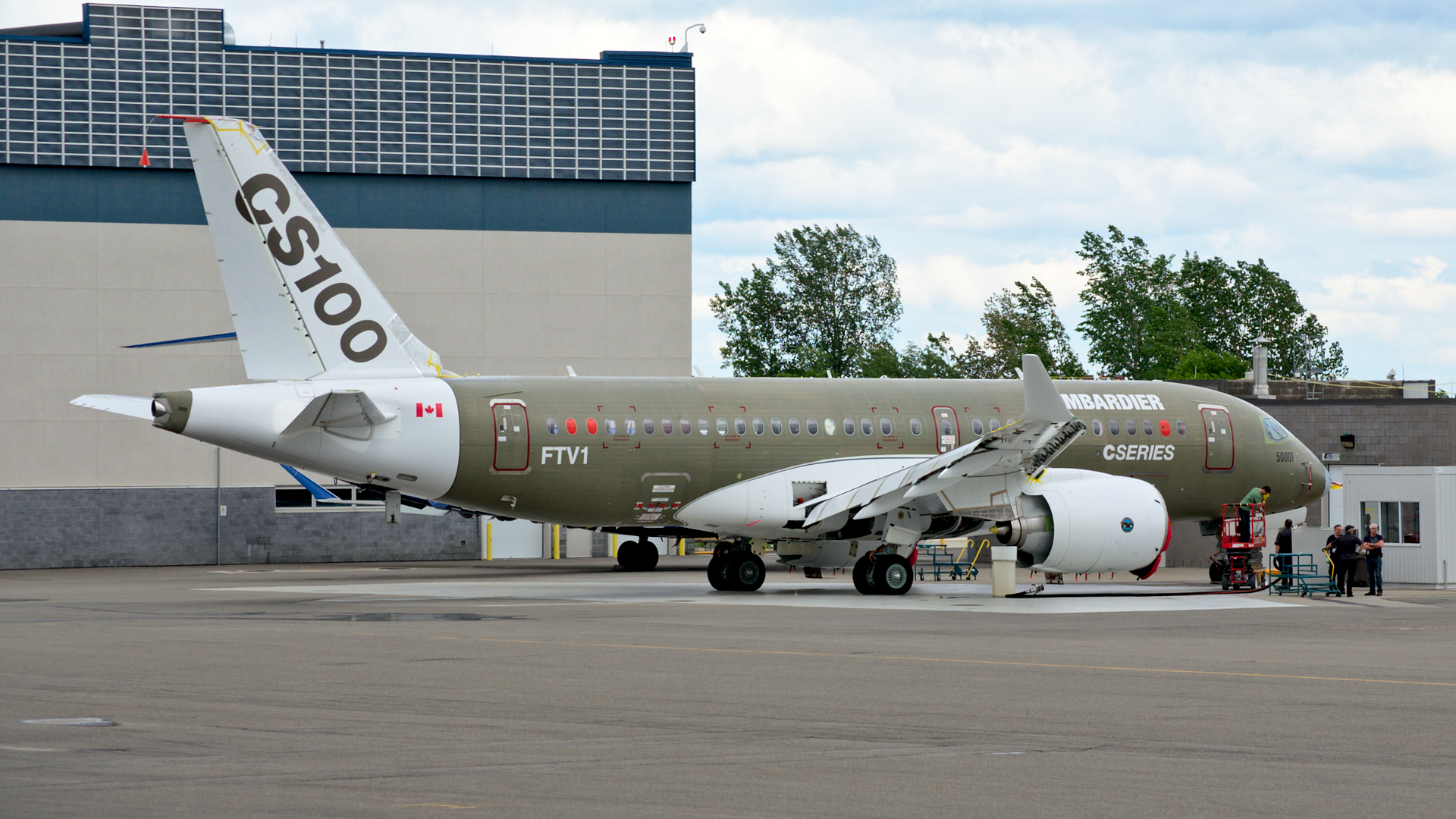
Bombardier CSeries CS100 Flight Test Vehicle (FTV1) в Мірабелі

- Bombardier CRJ100/CRJ200 (50 пасажирів)
- Bombardier CRJ700/CRJ900/CRJ1000 (70-100 пасажирів)
- Bombardier CSeries (100—160 пасажирів) Початок експлуатації заплановано на 2016 рік[8]

### Турбогвинтові
- Bombardier CL-215 (поршневий)
- Bombardier CL-415
- DHC Dash 8/Bombardier QSeries
- Short 330
- Short 360

### Військові літаки
- Short Tucano

### Безпілотники
- Bombardier CL-327 Guardian

## Підприємства

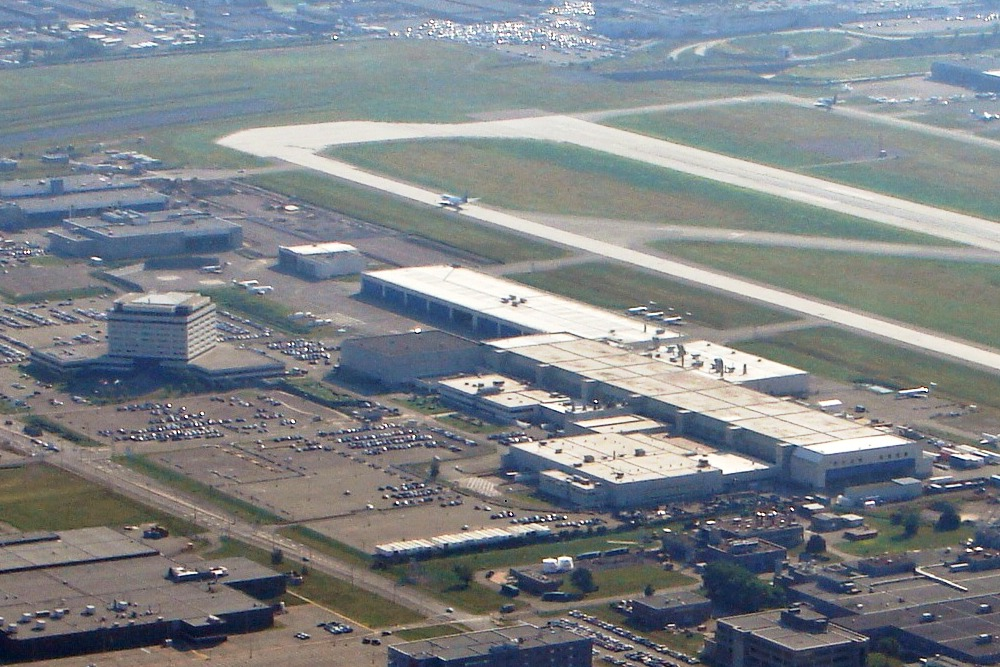
Головний конструкторський корпус і складальні цехи Bombardier Aerospace в міжнародному аеропорту імені П'єра Еліота Трюдо

Підприємства Bombardier Aerospace розташовані в 27 країнах світу. Виробничі потужності є в Канаді, США, Великій Британії (Північній Ірландії) і Мексиці.
- Міжнародний аеропорт імені П'єра Еліота Трюдо — місце розташування штаб-квартири, збірка і льотні випробування Challenger 300, 605 і 850, а також літаків сімейства Global для внутрішнього ринку
- Міжнародний аеропорт Мірабель — збірка і льотні випробування CRJ700/CRJ900/CRJ1000 і CSeries
- Сен-Лоран, провінція Квебек — центр розробки, виробництво кокпітів і задніх частин фюзеляжу[10]
- Вічита, штат Канзас (США) — складання та льотні випробування сімейства Learjet[11]
- Аеропорт Даунсвью () — складання та льотні випробування Bombardier Dash 8 і сімейства Global[12]
- Аеропорт Норт-Бей — збірка і льотні випробування Bombardier CL-415[12]
- Сантьяго-де-Керетаро (Мексика) — виробництво компонентів для Learjet 85, Challenger 605, CRJ700/CRJ900/CRJ1000 NextGen, Q400 NextGen, Global 6000/7000[13][14]
- Белфаст (Північна Ірландія) — виробництво фюзеляжів, мотогондол і крил[15]
- Касабланка (Марокко) — системи управління для CRJ[16]

## Виробничі показники
У таблиці наведено річні показники виробництва Bombardier Aerospace
| Фінансовий/ календарний рік | Фінансовий/ календарний рік | 1999/00 | 2000/01 | 2001/02 | 2002/03 | 2003/04 | 2004/05 | 2005/06 | 2006/07 | 2007/08 | 2008/09 | 2009/10 | 2010/11 | 2011 | 2012 | 2013 | 2014 | 2015 |
| --------------------------- | --------------------------- | ------- | ------- | ------- | ------- | ------- | ------- | ------- | ------- | ------- | ------- | ------- | ------- | ---- | ---- | ---- | ---- | ---- |
| Комерційні                  | CRJ                         | 81      | 105     | 165     | 191     | 214     | 175     | 110     | 64      | 62      | 56      | 60      | 41      | 33   | 14   | 26   | 59   | 44   |
| Комерційні                  | Q-Series                    | 23      | 52      | 41      | 29      | 19      | 22      | 28      | 48      | 66      | 54      | 61      | 56      | 45   | 36   | 29   | 25   | 29   |
| Бізнес-джети                | Learjet                     | 109     | 129     | 96      | 38      | 41      | 47      | 69      | 71      | 81      | 70      | 44      | 33      | 33   | 39   | 29   | 34   | 32   |
| Бізнес-джети                | Challenger                  | 40      | 38      | 45      | 23      | 31      | 62      | 98      | 99      | 103     | 116     | 82      | 63      | 79   | 86   | 89   | 90   | 94   |
| Бізнес-джети                | Global                      | 34      | 36      | 21      | 16      | 17      | 22      | 30      | 42      | 48      | 53      | 50      | 47      | 51   | 54   | 62   | 80   | 73   |
| Амфібії                     | CL-415                      | 5       | 10      | 2       | 1       | 3       | 1       | 2       | 2       | 1       | 4       | 5       | 4       | 4    | 4    | 3    | 2    | 3    |
| Всього                      | Всього                      | 292     | 370     | 370     | 298     | 324     | 329     | 337     | 326     | 361     | 353     | 302     | 244     | 245  | 233  | 238  | 290  | 275  |
| Замовлення                  | Замовлення                  |         |         |         |         |         |         |         | 363     | 698     | 367     | 11      | 201     | 249  | 481  | 388  | 282  | 27   |